# Josef Mysliveček
Josef Mysliveček (født 9. marts 1737, død 4. februar 1781) var en tjekkisk komponist.
Han skrev ca. 30 operaer, seks symfonier og 12 strygekvartetter. Josef Mysliveček fik stor indflydelse på Mozart, som spillede hans sonater. Han døde fattig i Rom i 1781.